# Helen Chadwick (Komponistin)
Helen Chadwick ist eine britische Komponistin und Sängerin.
Chadwick komponierte mehr als 300 Songs für unbegleitete Solostimme. Sie erhielt Kompositionsaufträge der English Touring Opera und der Festivals von Greenwich, Salisbury und Norwich. Außerdem komponierte sie auch für die BBC, die Royal Shakespeare Company und das Royal National Theatre. Für das Royal Opera House schuf sie als Komponistin und Sängerin 2008 zwei Produktionen: Dalston Song mit dem Choreographen Steven Hoggett und The Singing Circle mit Liam Steel. Für ihre Komposition für eine Klanginstallation in der Wollaton Hall in Nottingham erhielt sie 2017 den Spezialpreis der Jury des East Midlands Heritage Award.
Mit Soloperformances trat Chadwick u. a. an Theatern in Dänemark, Großbritannien, Brasilien, Frankreich, Argentinien und Italien auf. Für ihr Helen Chadwick Song Theatre schuf sie mit in Zusammenarbeit mit Steven Hoggett Gruppenperformances wie War Correspondents, Songs for the Way Home, House of Light, HOME und Truth. Sie ist Leiterin des Thames Festival für das Spendenprojekt Sing for Water, bei dem Massenchöre in Großbritannien, ganz Europa und Australien zwischen 2002 und 2019 mehr als eine Million Pfund Spenden für die gemeinnützige Gesellschaft WaterAid sammelten.

## Diskographie
- A Norfolk Songline
- Talk To Me by Kite (mit Joanna Foster und Venice Manley)
- Rumi
- Amar
- Return Message
- Gone From View
- Field
- Where Distance Begins
- Dancing in my Mothers' Arm
- Strange Land
- House of Light
- Fragments of Love

## Weblink
- Website von Helen Chadwick